# 마르틴 브레이스웨이트
마르틴 크리스텐센 브레이스웨이트(덴마크어: Martin Christensen Braithwaite 영어 발음: /ˈbrɛθweɪt/, 1991년 6월 5일 ~ )는 덴마크의 가이아나계 축구 선수로 현재 라리가의 에스파뇰에서 공격수로 뛰고 있다.
2020년 2월 20일 장기 부상당한 우스만 뎀벨레의 대체자로 FC 바르셀로나에 영입되었다.

## 클럽 경력

### 바르셀로나
2020년 2월 20일, 바르셀로나는 브레이스웨이트의 이적료 1,800만 유로를 발동하고 4년 반 계약으로 그를 영입했다. 그의 이적료는 3억 유로로 설정되었다. 바르셀로나는 우스마네 뎀벨레의 장기 부상으로 인해 이적 창구가 아닌 시기에 브레이스웨이트를 영입할 긴급 예외를 부여받았다. 영입 후 2일 만에 브레이스웨이트는 홈 경기에서 에이바르와의 경기에서 후반 72분에 교체로 나온 첫 출전을 했다. 그는 5-0 승리에서 네 번째와 다섯 번째 골을 돕는 어시스트를 했다. 양쪽 다 튕김으로 나온 골이었다. 2020년 6월 13일, 브레이스웨이트는 리오넬 메시의 어시스트로 바르셀로나가 RCD 마요르카를 4-0으로 이긴 경기에서 바르셀로나를 위해 첫 골을 넣었다.
2020년 11월 24일, 브레이스웨이트는 2020-21 시즌에서 다이나모 키예프를 상대로 4-0으로 이긴 원정 경기에서 챔피언스 리그에서 첫 두 골을 넣었으며, 이 경기에서 어시스트도 기록했다. 12월 2일, 그는 페렌츠바로시와의 경기에서 대회에서 세 번째 골을 넣었다. 2021년 3월 3일, 그는 추가 시간 후 바르셀로나를 2021 코파 델 레이 결승전에 진출시키는 3-0 승리에서 세비야를 상대로 결승골을 넣었다.
2021년 8월 15일, 브레이스웨이트는 2021-22 시즌의 개막전에서 바르셀로나가 레알 소시에다드를 상대로 홈에서 4-2로 이긴 경기에서 투골을 기록하고 동료인 세르지 로베르토의 골을 어시스트했다. 그 다음 달에는 그는 헤타페 CF와의 경기에서 무릎 연골 부상을 입어 3~4개월 동안 경기에서 불참했다; 동료 공격수인 뎀벨레, 안수 파티 및 세르히오 아구에로가 이미 부상당했으며, 메시는 떠났으며 앙투안 그리즈만은 대출로 떠났다.
2022년 9월 1일, 브레이스웨이트는 즉시 발생한 바르셀로나와의 계약을 해지했다.

### 에스파뇰
2022년 9월 1일, 브레이스웨이트는 프리 에이전트로 에스파뇰과 3년 계약을 체결했다. 9월 4일, 그는 아틀레틱 빌바오를 상대로 1-0으로 이긴 원정 경기에서 데뷔전에서 골을 넣었다. 2022–23 시즌의 클럽 강등 후, 브레이스웨이트는 세군데 부상으로 인해 플레이하고 싶지 않다는 바람에 마르벨라에서 열린 클럽의 시즌 전 수련캠프를 알리지 않은 채 떠났다. 징계 조치에 관한 논의에서 에스파뇰은 공격수를 오사수나에게 제안하고 잠재적으로 키케 가르시아와 교환할 계획을 제시했다. 브레이스웨이트의 대표는 리그 1 클럽들에게 제안을 했지만, 렌즈와 메스는 그들의 조건을 충족시키지 못해 제안을 거절당했다.